# DnaA
DnaA est un facteur d'initiation de la réplication de l'ADN chez les procaryotes, qui promeut le déroulement ou la dénaturation de l'ADN au locus oriC (de 245 paires de bases (pb) chez E. coli).